# Anna Kun
Anna Kun (25 de junio de 1995) es una deportista húngara que compite en esgrima, especialista en la modalidad de espada. En los Juegos Europeos de Cracovia 2023 consiguió dos medallas, plata por equipo y bronce individual.

## Palmarés internacional
| Juegos Europeos | Juegos Europeos    | Juegos Europeos   | Juegos Europeos    |
| Año             | Lugar              | Medalla           | Prueba             |
| --------------- | ------------------ | ----------------- | ------------------ |
| 2023            | Cracovia (Polonia) | Medalla de plata  | Espada por equipos |
| 2023            | Cracovia (Polonia) | Medalla de bronce | Espada individual  |